# Kościół św. Krzysztofa w Walidrogach
Kościół św. Krzysztofa – rzymskokatolicki kościół filialny w Walidrogach. Świątynia należy do parafii św. Marcina Biskupa w Tarnowie Opolskim w dekanacie Kamień Śląski, diecezji opolskiej.